# Jérémy Roussel
Jérémy Roussel, né le 15 juin 1978 à Clermont-Ferrand, est un ancien joueur et actuel entraîneur de handball. Il a joué en tant que professionnel de 1995 à 2008.

## Biographie
Après une carrière de joueur, Jérémy Roussel devient entraîneur. De 2008 à 2010, il entraîne le Aurillac HBCA, tout juste promu en LNH, en duo avec Raphaël Geslan la première année avant de prendre seul les rênes de l'équipe l'année suivante. De 2010 à 2014, il entraîne le Pays d'Aix UC qu'il mène au titre de champion de France de deuxième division en 2012. 
Promu en première division, il entraîne notamment les frères Nikola et Luka Karabatic en 2013. À compter de la saison 2014-2015, il prend les rênes de l'équipe féminine de Metz Handball où il succède à Sandor Rac,.
Il est par ailleurs l'auteur d'un livre, "Recueil de pensées pour coachs en mal d'inspiration", paru aux Éditions du Volcan en octobre 2014.
Après une saison et demie à Metz, ponctuée par une victoire en coupe de France, il prend les rênes de l'équipe masculine de Chartres en décembre 2015,. Toutefois, il ne parvient ni à faire maintenir le club en LNH ni à réaccéder à l'élite et en 2018, alors le club chartrain prend une nouvelle identité, il est écarté.
En 2019, il prend alors la direction d'un autre club de Proligue, le Massy Essonne Handball
. En 2021, d'un commun accord, le club et Jérémy Roussel ont décidé de mettre un terme à leur collaboration au terme de la saison, Roussel rejoignant le Saran Loiret Handball en tant que Responsable de la Formation.

## Carrière
| Saison          | Club                     | Division(s)    |
| Joueur          | Joueur                   | Joueur         |
| --------------- | ------------------------ | -------------- |
| 1995-1998       | Dijon Bourgogne Handball | D2             |
| 1998-2000       | Villeneuve-d'Ascq        | D1             |
| 2000-2001       | SO Chambéry              | D1 Champion    |
| 2001-2002       | US Créteil               | D1             |
| 2002-2003       | Villeneuve-d'Ascq        | D2             |
| 2003-2008       | Aurillac HCA             | N2, N1 puis D2 |
| Entraîneur      |                          |                |
| 2008-2009       | Aurillac HCA (adjoint)   | D1M            |
| 2009-2010       | Aurillac HCA             | D1M            |
| 2010-2014       | Pays d'Aix UC            | D2M puis D1M   |
| 2014-11/2015    | Metz Handball            | D1F            |
| de 12/2015-2018 | Chartres MHB 28          | D1M-Proligue   |
| 2019-2021       | Massy Essonne Handball   | Proligue       |

## Palmarès

### Joueur
- 1/2 finale du championnat du monde junior en 1999 (Qatar)
- Champion de France D1 (1) : 2001 avec SO Chambéry
- champion de France de Nationale 2 en 2004 avec Aurillac HCA
- champion de France de Nationale 1 en 2005 avec Aurillac HCA
- vice-champion de France de deuxième division en 2008 avec Aurillac HCA

### Entraîneur
- champion de France de deuxième division en 2012 avec Pays d'Aix UC
- élu meilleur entraîneur de deuxième division en 2012
- vainqueur de la coupe de France en 2015 avec Metz Handball